# Bupleurum shikotanense
Bupleurum shikotanense är en flockblommig växtart som beskrevs av Minosuke Hiroe. Bupleurum shikotanense ingår i släktet harörter, och familjen flockblommiga växter. Inga underarter finns listade i Catalogue of Life.